# Sony’s Spider-Man Universe
Sony’s Spider-Man Universe (SSU) ist ein Franchise und gemeinsames Universum, das auf verschiedenen Marvel Comics im Zusammenhang mit dem Charakter Spider-Man basiert. Die Superheldenfilme werden von Columbia Pictures in Zusammenarbeit mit Marvel Studios produziert und von Sony Pictures Releasing vertrieben.
Das erweiterte Universum mit Nebenfiguren aus den Spider-Man-Filmen begann im Dezember 2013. Sony plante ursprünglich, zu den Amazing-Spider-Man-Filmen von Marc Webb Spin-off-Filme zu produzieren. Nach den schwachen Einnahmen des zweiten Teils wurden alle Pläne auf unbestimmte Zeit verschoben. 2015 schloss Sony Pictures einen Vertrag mit Marvel Studios, die es Marvel Studios erlaubten, Spider-Man im Marvel Cinematic Universe (MCU) einzuführen. Sony arbeitete unterdessen am Ausbau einer eigenen Filmreihe namens Sony Pictures Universe of Marvel Characters (SPUMC), welche 2021 in Sony’s Spider-Man Universe (SSU) umbenannt wurde. Den Auftakt der Filmreihe bildete Venom; mittlerweile umfasst die Reihe sechs Filme. Sony und Marvel Studios verhandelten 2019 ihren Deal erneut, um Spider-Man zwischen dem MCU und dem SSU zu teilen.

## Geschichte
Im Januar 2010 verkündete Sony, dass das Spider-Man-Film-Franchise eine Neuverfilmung bekommen werde, da sie sich gegen eine Fortsetzung der Filmreihe von Sam Raimi entschieden haben. Im März 2012 war Sony noch immer an einem Spin-Off-Film interessiert, welcher sich auf den Charakter Venom konzentriert. Im Juni desselben Jahres sprachen die Produzenten Avi Arad und Matt Tolmach über Venom und The Amazing Spider-Man im Bezug auf das Marvel Cinematic Universe und die verschiedenen Franchises.
Wegen eines Hackerangriffs im November 2014 auf die Computer von Sony wurden E-Mails zwischen der Co-Vorsitzenden Amy Pascal und dem Präsidenten des Unternehmens Doug Belgrad veröffentlicht. Aus denen ging hervor, dass Sony ein verjüngtes Spider-Man-Franchise plante. Sony sollte das Projekt bei einem Gipfeltreffen im Januar 2015 im Rahmen einer Diskussion über mehrere Spider-Man-Spin-Off-Filme weiter erörtern.
Im Februar 2015 kündigten Sony und Marvel Studios eine neue Partnerschaft an, in der ein neuer Spider-Man-Film für Sony produziert werden soll und die Figur ins MCU integriert werden solle.
Als der Vorsitzende von Sony Pictures, Tom Rothman, über den Animationsfilm sprach, erzählte er, dass dieses Projekt unabhängig von den Projekten im Live-Action-Spider-Man-Universum sein würde. Der Animationsfilm Spider-Man: Into the Spider-Verse spielt in einem alternativen Universum zum Marvel-Spider-Man-Reboot.
Im März 2016 wurde bekanntgegeben, dass Sony Venom wiederbelebt und als eigenständigen Film geplant habe, der nichts mit den neuen Spider-Man-Filmen von Sony und Marvel zu tun haben soll und sein eigenes Franchise und ein eigenes Universum begründen sollte. Im Mai 2017 bestätigte Sony, dass Venom nicht als Ableger eines anderen Films betrachtet wurde und offiziell sein eigenes Universum beginnen würde. Das Studio wollte eine konventionelle Comic-Verfilmung vermeiden und sich je nach Projekt mit verschiedenen Genres wie Horror oder Komödie, potenziellen R-Ratings und sogar niedrigeren Budgets als üblich befassen.

Der Präsident von Marvel Studios, Kevin Feige, erklärte im Juni 2017, dass Venom ein reines Sony-Projekt sei und Marvel Studios keine Pläne für ein Crossover mit dem MCU habe. Amy Pascal stellte jedoch klar, dass Sony beabsichtigte, seine neuen Marvel-Filme in derselben Welt wie Spider-Man: Homecoming spielen zu lassen, und bezeichnete sie als „Ergänzung“ zu dieser Welt. Sie sagte, dass Venom eine Verbindung zum nächsten geplanten Film in Sonys gemeinsamen Universum, Silver & Black, haben würde und dass es für Tom Hollands Spider-Man das Potenzial gäbe, von den MCU-Filmen zu den Filmen im Sony-Universum überzuwechseln. Jedoch würde Tom Holland nicht unter Vertrag genommen, um außerhalb einer Trilogie von Spider-Man-Filmen und mehreren anderen MCU-Filmen aufzutreten, aber Sony beabsichtigte, den Schauspieler irgendwann in ihren anderen Marvel-Filmen auftreten zu lassen. Laut mehreren Berichten verbrachte Tom Holland mehrere Tage am Set von Venom, um ein Cameo in seiner Rolle als Peter Parker/Spider-Man zu filmen, jedoch soll Marvel Studios Sony gebeten haben, die Szene endgültig aus dem Film zu löschen. Im August 2018 plante Sony aktiv ein Crossover von Spider-Man mit den eigenen Marvel-Filmen. Sony war auch offen dafür, dass mehr ihrer Charaktere in MCU-Filmen auftauchen, wenn im Gegenzug mehr MCU-Charaktere in ihren Filmen auftauchen. Im Dezember wurde der Venom-Drehbuchautor Jeff Pinkner gefragt, ob der Film im selben Universum wie Tom Hollands Spider-Man spielen würde. Er antwortete mit: 
„Ohne etwas zu verraten, was ich nicht verraten darf, ist es nicht unmöglich, dass Spider-Man in einem zukünftigen Venom-Film eine wichtige Rollen spielen wird.“
Amy Pascal fügte in Bezug auf ein Crossover zwischen den MCU-Spider-Man-Filmen, Sonys eigenen Shared-Universe-Filmen und Sonys animierten Spider-Verse-Filmen hinzu, dass es eine Welt gibt, in der alles zusammenkommt, aber Tom Holland zu diesem Zeitpunkt durch seinen Vertrag mit Marvel Studios eingeschränkt war.
Im August 2019 diskutierten Marvel Studios und Disney mehrere Monate lang über die Ausweitung ihrer Vereinbarung mit Sony, wobei letzteres mehr Filme als ursprünglich vereinbart einbeziehen wollte, während die Bedingungen der ursprünglichen Vereinbarung beibehalten werden sollten. Disney äußerte sich gegenüber Kevin Feiges Arbeitsbelastung bei der Produktion der MCU-Filme, die nicht zu Spider-Man gehören, und verlangte eine 25–50-%ige Beteiligung an allen zukünftigen Filmen, da Kevin Feige für Sony produziert. Da jedoch keine Einigung gefunden wurde, kündigte Sony an, dass der nächste Spider-Man-Film ohne Kevin Feige oder Marvel vorangetrieben wird. Sie räumten ein, dass sich dies in Zukunft ändern könnte, dankten Kevin Feige für seine Arbeit an Homecoming und Spider-Man: Far From Home und erklärten, dass sie den Weg, auf den sie durch Kevin Feige gebracht wurden, zu schätzen wissen und ihn weitergehen würden.
Nach einer negativen Reaktion der Fans auf Disneys alle zwei Jahre stattfindenden Kongress nahm Disney wieder die Verhandlung mit Sony auf. Später im September kündigten Sony und Disney eine neue Vereinbarung an, die es Marvel Studios und Kevin Feige ermöglichen würde, einen dritten MCU-Spider-Man-Film für Sony zu produzieren. Berichten zufolge würde Disney 25 % des Films im Tausch gegen 25 % der Gewinne des Films mitfinanzieren und gleichzeitig die Merchandising-Rechte an der Figur behalten. Die Vereinbarung erlaubte auch, dass Tom Hollands Spider-Man in einem zukünftigen Marvel-Studios-Film auftaucht, während Kevin Feige erklärte, dass der Spider-Man des MCU in Zukunft in der Lage sein würde, Filmuniversen zu überqueren und auch in Sonys eigenem gemeinsamen Universum aufzutreten. Sanford Panitch erklärte im Mai 2021, dass es bei den Fans für Verwirrung und Frustration über die Beziehung zwischen den beiden Universen gegeben habe, dies zu klären, und er glaube, dass es zu diesem Zeitpunkt bereits für die Leute ein wenig klarer wurde, wohin Sony sich bewege. Er fügte hinzu, dass die Veröffentlichung von Spider-Man: No Way Home mehr über den Plan verraten würde. In Spider-Man: No Way Home spricht Doctor Strange zwei Zaubersprüche aus, welche mehrere Charaktere aus verschiedensten Universen ins MCU bringt, und einen, der sie in ihr eigenes Universum zurückschickt. Die Mid-Credit-Szene von Venom: Let There Be Carnage zeigt, wie Venom durch den Zauberspruch von Doctor Strange ins MCU geholt wurde. Kevin Feige sagte,: „Es gab viele Koordinationen zwischen den Teams von Let There Be Carnage und No Way Home um die beiden Szenen zu kreieren, wobei der Regisseur von No Way Home, Jon Watts, bei beiden Szenen während der Produktion des Films Regie führte.“

## Filme
| Lfd. Nr. | Premiere           | Film                        | Regie           | Drehbuch                                                   | Geschichte                               |
| -------- | ------------------ | --------------------------- | --------------- | ---------------------------------------------------------- | ---------------------------------------- |
| 01       | 1. Oktober 2018    | Venom                       | Ruben Fleischer | Jeff Pinkner, Scott Rosenberg, Kelly Marcel                | Jeff Pinkner, Scott Rosenberg            |
| 02       | 14. September 2021 | Venom: Let There Be Carnage | Andy Serkis     | Kelly Marcel                                               | Tom Hardy, Kelly Marcel                  |
| 03       | 23. März 2022      | Morbius                     | Daniel Espinosa | Matt Sazama und Burk Sharpless                             | Matt Sazama und Burk Sharpless           |
| 04       | 14. Februar 2024   | Madame Web                  | S. J. Clarkson  | Matt Sazama, Burk Sharpless, Claire Parker, S. J. Clarkson | Kerem Sanga, Matt Sazama, Burk Sharpless |
| 05       | 23. Oktober 2024   | Venom: The Last Dance       | Kelly Marcel    | Kelly Marcel                                               | Tom Hardy, Kelly Marcel                  |
| 06       | 13. Dezember 2024  | Kraven the Hunter           | J. C. Chandor   | Art Marcum, Matt Holloway, Richard Wenk                    | Richard Wenk                             |

### In Entwicklung
Sony hat die Veröffentlichung eines weiteren nicht näher bezeichneten Filmes für den 27. Juni 2025 angesetzt. Im Folgenden befindet sich eine Liste bekannter Projekte in Entwicklung.
- The Sinister Six: Zu den Plänen von Sony für Dezember 2013 für ihr eigenes gemeinsames Universum „The Amazing Spider-Man“ gehörte ein Film, der auf der Gruppe der Spider-Man-Bösewichte „Sinister Six“ basiert und an dem Drew Goddard als Drehbuchautor beteiligt war.[25] Im April 2014 wurde bestätigt, dass er auch bei dem Film Regie führen würde[26] es wurde jedoch angenommen, dass er im November 2015 abgesetzt worden war, als Sony sich auf einen neuen Neustart mit Marvel konzentrierte.[27] Pascal sagte, der Film sei im Dezember 2018 nach dem Erfolg von „Venom“ wieder „lebendig“ und sie warte darauf, dass Goddard bereit sei, Regie zu führen, bevor sie mit dem Projekt fortfahre.[28]
- Nightwatch: Im September 2017 arbeitete Sony aktiv an der Entwicklung eines Films basierend auf der Figur Nightwatch mit einem Drehbuch von Edward Ricourt. Sony wollte, dass Spike Lee bei dem Film Regie führt,[29] und im März 2018 wurde sein Interesse an dem Projekt bestätigt, wobei Cheo Hodari Coker das Drehbuch neu schrieb.[30] Lee war im Oktober nicht mehr beteiligt.[31]
- Jackpot: Im August 2018 dachte Sony über einen Film rund um die Figur Jackpot nach und suchte aktiv nach einem Autor.[32] Marc Guggenheim, ein Autor der Jackpot-Comics, wurde im Mai 2020 als Autor des Drehbuchs für Jackpot bekannt gegeben,[33] obwohl er zu diesem Zeitpunkt bereits seit zwei Jahren an dem Film arbeitete.[34]
- Roberto-Orci-Projekt ohne Titel: Im März 2020 beauftragte Sony den Co-Autor von The Amazing Spider-Man 2, Roberto Orci, mit dem Schreiben des Drehbuchs für einen Marvel-Film ohne Titel, der im gemeinsamen Universum von Sony spielen sollte. Die Handlung basiert auf einer Figur aus einer „anderen Ecke des Marvel-Universums, zu der Sony Zugang hat“ und nicht auf einer Figur, die mit Spider-Man in Verbindung steht, wie in den anderen Marvel-Filmen von Sony.[35]
- Olivia-Wilde-Projekt ohne Titel: Im August 2020 unterzeichnete Olivia Wilde einen Vertrag, um gemeinsam mit ihrer Drehbuchpartnerin Katie Silberman einen frauenzentrierten Marvel-Film für Sony zu entwickeln und Regie zu führen. Das Projekt hatte seit Anfang 2020 hohe Priorität im Studio und soll die Figur Spider-Woman beinhalten.[36]
- El Muerto: Nachdem die Führungskräfte von Sony von der Leistung des Sängers Bad Bunny in ihrem Film Bullet Train (2022) beeindruckt waren, begannen sie, ihn in einem weiteren hochkarätigen Film mitspielen zu lassen. Sie entschieden sich für die Nebenfigur El Muerto, die mit Spider-Man in Verbindung steht, einen Wrestler mit übermenschlichen Kräften, und wollten das Projekt schnell vorantreiben. Bad Bunny hatte im April 2022 einen „Überraschungsauftritt“ beim CinemaCon-Panel von Sony, um den Film anzukündigen. Der Veröffentlichungstermin war für den 12. Januar 2024 geplant.[37] Im Oktober wurden Jonás Cuarón und Garreth Dunnet-Alcocer mit der Regie bzw. dem Drehbuch des Films beauftragt.[38] Bad Bunny sagte im März 2023, dass der Film noch nicht in Produktion gegangen sei, wobei sein Publizist bestätigte, dass er „im Stillstand“ sei, sich aber noch „in der Entwicklung“ befinde.[39] Der Film wurde im Juni 2023 aufgrund des Tourplans von Bad Bunny und des Streiks der Writers Guild of America im Jahr 2023 aus Sonys Veröffentlichungsplan gestrichen.[40]
- Hypno Hustler: Im Dezember 2022 wurde bekannt, dass Sony einen Film entwickelt, der sich um die Figur Hypno-Hustler dreht. Donald Glover soll die Hauptrolle spielen und produzieren, Myles Murphy wird das Drehbuch schreiben. Glover verkörperte zuvor Aaron Davis in „Spider-Man: Homecoming“[41] und hat einen Live-Action-Cameo-Auftritt im Zeichentrickfilm „Spider-Man: Across the Spider-Verse“ als Version von Aaron Davis / Prowler[42]
- Miles-Morales-Realfilm: Bei der Veröffentlichung von Spider-Man: Across the Spider-Verse kündigte Amy Pascal einen Live-Action-Film mit Miles Morales an.[43] Dieser soll nach der Fertigstellung von Spider-Man: Beyond the Spider-Verse und einem vierten Spider-Man-Film mit Tom Holland produziert werden.[44]
- Andere Projekte: Sony dachte über einen Film rund um Mysterio im Juni 2017 nach,[45] mit Jake Gyllenhaal in der Rolle aus „Far From Home“.[46] Im Dezember 2018 wurde ein Spin-off-Film aus den MCU-Spider-Man-Filmen oder den animierten Spider-Verse-Filmen mit Spider-Mans Tante May vorgeschlagen, eine Idee, die Sony zuvor als „albern“ bezeichnete.[47]

## Serien
| Serie                     | Staffeln | Episoden | Ursprünglich veröffentlicht | Ursprünglich veröffentlicht | Showrunner                  | Status         |
| Serie                     | Staffeln | Episoden | Erstveröffentlichung        | Finale                      | Showrunner                  | Status         |
| ------------------------- | -------- | -------- | --------------------------- | --------------------------- | --------------------------- | -------------- |
| Amazon-Prime-Video-Serien |          |          |                             |                             |                             |                |
| Noir                      | 1        | —        | 2026                        | —                           | Oren Uziel, Steve Lightfoot | In Entwicklung |
| Silk: Spider Society      | 1        | —        | —                           | —                           | Angela Kang                 | In Entwicklung |

### In Entwicklung
- Silver & Black: Sony hat seinen geplanten weiblichen Team-Up-Film Silver & Black im August 2018 mit der Absicht abgesagt, ihn als zwei separate Solofilme zu überarbeiten, die sich auf jede der Titelfiguren konzentrieren – Felicia Hardy / Black Cat und Silver Sable. Die Regisseurin von Silver & Black, Gina Prince-Bythewood, sollte weiterhin als Produzentin involviert bleiben.[51] Bis Januar 2020 wurde das Projekt als Fernsehserie neu entwickelt,[52] was Prince-Bythewood im April bestätigte. Sie schlug vor, dass es sich um eine limitierte Serie handeln könnte.[53]

## Rezeption

### Einspielergebnisse
Das Gesamteinspielergebnis von über 2,1 Milliarden US-Dollar macht das SSU zur sechst-erfolgreichsten Superheldenfilmreihe weltweit. Von allen Filmreihen befindet sie sich auf Platz 33. Venom belegt derzeit Platz 92 (Stand: 19. April 2025)  der erfolgreichsten Filme aller Zeiten und ist der siebterfolgreichste Film des Jahres 2018. Venom: Let There Be Carnage belegte unter den erfolgreichsten Filmen 2021 weltweit den siebten und in Deutschland den achten Platz; in den USA steht er auf Platz drei.
| Film                            | Einspielergebnisse in US-Dollar | Einspielergebnisse in US-Dollar | Einspielergebnisse in US-Dollar | Budget            | Zuschauer (Deutschland) | Quellen       |
| Film                            | Nordamerika                     | Deutschland                     | Weltweit                        | Budget            | Zuschauer (Deutschland) | Quellen       |
| ------------------------------- | ------------------------------- | ------------------------------- | ------------------------------- | ----------------- | ----------------------- | ------------- |
| Venom                           | 213.515.506                     | 16.035.583                      | 856.085.151                     | 100 Millionen     | 1.378.027               | [ 55 ] [ 56 ] |
| Venom: Let There Be Carnage     | 213.550.366                     | 12.326.170                      | 506.863.592                     | 110 Millionen     | 1.169.457               | [ 57 ] [ 58 ] |
| Morbius                         | 73.865.530                      | 4.070.685                       | 167.460.961                     | 75–83 Millionen   | 415.218                 | [ 59 ] [ 60 ] |
| Madame Web                      | 43.817.106                      | 2.611.006                       | 100.498.764                     | 80 Millionen      | 262.140                 | [ 61 ] [ 62 ] |
| Venom: The Last Dance           | 139.617.313                     | 14.911.681                      | 475.617.313                     | 110 Millionen     | 1.278.898               | [ 63 ] [ 62 ] |
| Kraven the Hunter               | 25.026.310                      | 1.049.666                       | 62.076.533                      | 110–130 Millionen | 150.132                 | [ 64 ] [ 62 ] |
| Gesamt (Stand: 27. April 2025): | 698.156.773                     | 49.955.125                      | 2.135.316.733                   | 585–613 Millionen | 4.503.740               | [ 65 ]        |

### Kritiken
Die Venom-Filme wurden von vielen Marvel-Fans positiv aufgenommen. Sie erhielten von Kritikern übermäßig negative Rezensionen. Morbius und Madame Web wurde von der Mehrheit der Fans und Kritiker gleichermaßen verspottet (Stand: 20. Dezember 2024).
| Film                        | Rotten Tomatoes     | Metacritic       | IMDb                      |
| --------------------------- | ------------------- | ---------------- | ------------------------- |
| Venom                       | 30 % (364 Kritiken) | 35 (46 Kritiken) | 6,6 (563.986 Bewertungen) |
| Venom: Let There Be Carnage | 57 % (283 Kritiken) | 49 (48 Kritiken) | 5,9 (277.593 Bewertungen) |
| Morbius                     | 15 % (287 Kritiken) | 35 (55 Kritiken) | 5,1 (160.029 Bewertungen) |
| Madame Web                  | 11 % (266 Kritiken) | 26 (51 Kritiken) | 4,0 (94.058 Bewertungen)0 |
| Venom: The Last Dance       | 41 % (210 Kritiken) | 41 (47 Kritiken) | 6,0 (64.508 Bewertungen)0 |
| Kraven the Hunter           | 16 % (128 Kritiken) | 35 (40 Kritiken) | 5,4 (9.399 Bewertungen)00 |

## Andere Medien

### Comic
Ein Comic Tie-in für Venom, das sowohl als Prequel wie auch als Teaser für den Film diente, wurde am 14. September 2018 von Marvel digital veröffentlicht, wobei eine physische Version für diejenigen erhältlich war, die Tickets für den Film bei AMC Theatres gekauft haben. Der von Sean Ryan geschriebene und von Szymon Kudranski illustrierte Comic begründet die Hintergrundgeschichte des Films für den Symbionten. SKAN lieferte das Cover für den Comic.

### Webserie
Im März 2022 bewarb Sony den Film Morbius mit der dritten Staffel seiner Web-Werbeserie The Daily Bugle auf TikTok, die zuvor als Werbung für Spider-Man: Far From Home und No Way Home eingeführt worden war. Die Videos zeigen TikTokerin Nicque Marina als fiktive Version ihrer selbst, die über Ereignisse im Zusammenhang mit den Ereignissen von Morbius berichtet.
| Serie           | Staffeln | Episoden | Erstveröffentlichung | Finale | Plattform                                  |
| --------------- | -------- | -------- | -------------------- | ------ | ------------------------------------------ |
| The Daily Bugle | 3        | 29       | 23. Oktober 2019     | –      | Youtube (Staffel 1–2) TikTok (Staffel 2–3) |

## Multiversum
In der Credit-Szene von Venom ist ein Ausschnitt aus Spider-Man: A New Universe zu sehen. Diese Szene wird mit den Worten „Meanwhile In Another Universe...“ eingeleitet. In der Credit-Szene von Venom: Let There Be Carnage werden Eddie und Venom durch Ereignisse aus Spider-Man: No Way Home in das Marvel Cinematic Universe (MCU) gebracht. Aufgrund dessen ist das SSU bisher mit folgenden Franchisen verknüpft:
- Marvel Cinematic Universe (Iron Man, The Avengers,...)
- Raimi-Verse (Spider-Man, Spider-Man 2, Spider-Man 3)
- Webb-Verse (The Amazing Spider-Man, The Amazing Spider-Man 2: Rise of Electro)
- Spider-Verse (Spider-Man: A New Universe, Spider-Man: Across the Spider-Verse, Spider-Man: Beyond the Spider-Verse)

## Musik

### Soundtracks
| Titel                                                            | Veröffentlichung (USA) | Länge | Komponist        | Label          |
| ---------------------------------------------------------------- | ---------------------- | ----- | ---------------- | -------------- |
| Venom (Original Motion Picture Soundtrack)                       | 5. Oktober 2018        | 55:22 | Ludwig Göransson | Sony Classical |
| Venom: Let There Be Carnage (Original Motion Picture Soundtrack) | 1. Oktober 2021        | 67:47 | Marco Beltrami   | Sony Classical |
| Morbius (Original Motion Picture Soundtrack)                     | 8. April 2022          | 60:00 | Jon Ekstrand     | Madison Gate   |

### Singles
| Titel                   | Veröffentlichung (USA) | Länge | Künstler                           | Label                                   | Film                        |
| ----------------------- | ---------------------- | ----- | ---------------------------------- | --------------------------------------- | --------------------------- |
| Venom                   | 21. September 2018     | 4:29  | Eminem                             | Shady, Aftermath, Interscope            | Venom                       |
| No Problem              | 5. Oktober 2018        | 2:17  | Pusha T                            | G.O.O.D. Music, Re-Up Gang, Mass Appeal | Venom                       |
| Let’s Go (The Royal We) | 11. Oktober 2018       | 3:37  | Run the Jewels                     | Run The Jewels, Inc.                    | Venom                       |
| Last One Standing       | 30. September 2021     | 4:17  | Skylar Grey, Polo G, Mozzy, Eminem | Shady, Interscope                       | Venom: Let There Be Carnage |